# Tantara
Tantara (in coreano: 딴따라) è il secondo album in studio del cantautore e produttore sudcoreano J.Y. Park, pubblicato il 1º settembre 1995 sotto l'etichetta Cheil Communications Inc. L'album segna un passo importante nell'evoluzione musicale dell'artista, consolidandone lo stile distintivo, caratterizzato dalla fusione di k-pop, R&B e sonorità ballad.

## Contesto e produzione
Dopo l'ottimo riscontro del suo album di debutto, Blue City (1994), J.Y. Park si concentrò su un progetto più maturo, caratterizzato da testi che esplorano temi come l'amore, la separazione e l'introspezione. L'album riflette l'influenza di artisti occidentali e l'abilità di Park di adattare tali elementi al contesto musicale coreano.

## Stile musicale e testi
Tantara combina melodie emozionanti e arrangiamenti orchestrali con influenze moderne di R&B. Una delle tracce di spicco è Two of Us Forever, successivamente riproposta in collaborazione con il gruppo statunitense Portrait nel loro album Picturesque (1996).

## Tracce
1. 나는 (Naneun) – 3:42
2. 너를 보내기 전에 (Neoreul Bonaegi Jeone) – 4:15
3. 청혼가 (Cheonghonga) – 3:57
4. 엘리베이터 (Elevator) – 3:50
5. 돌아서며 (Doraseomyeo) – 4:03
6. 이별 (Ibyeol) (feat. Insooni) – 4:25
7. 영원히 둘이서 (Yeongwonhi Duriseo) – 3:55
8. 잊을 수 있어 (Ij-eul Su Isseo) – 4:10
9. 이별을 먼저 배웠기에 (Ibyeoreul Meonjeo Baeweotgie) – 4:22
10. 기다렸던 고백 (Gidaryeotdeon Gobaek) – 3:58
11. 사랑 일년 (Sarang Ilnyeon) (Remix Version) – 4:30

## Accoglienza
All'uscita, Tantara fu accolto positivamente dalla critica, che lodò la qualità della produzione e l'abilità di J.Y. Park di fondere elementi tradizionali della musica coreana con influenze internazionali. L'album consolidò la reputazione di Park come innovatore musicale nella Corea del Sud degli anni '90.

## Eredità
Tantara è considerato uno degli album più rappresentativi della prima parte della carriera di J.Y. Park. Tracce come Two of Us Forever hanno evidenziato il suo potenziale di raggiungere un pubblico globale, gettando le basi per collaborazioni internazionali.